# Far Cry (Computerspiel)
Far Cry ist ein Ego-Shooter aus dem Jahr 2004. Es handelt sich dabei um den ersten Teil der später folgenden Far-Cry-Spielreihe. Entwickelt wurde es vom deutschen Unternehmen Crytek. Durch Verwendung aktueller Technik, wie etwa DirectX 9.0c und dem Shadermodel 3.0, erreichte das Spiel eine bis dato nicht da gewesene grafische Qualität. Besonders durch seine realistische Wasserdarstellung und Fernsicht konnte es überzeugen. Far Cry wurde etwa 2,6 Millionen Mal verkauft.
Bereits kurz nach Erscheinen der Demo tauchten im Internet diverse Fan-Mods auf. Auch für die Vollversion sind viele Modifikationen (Add-ons) erhältlich.
2008 erschien ein gleichnamiger Actionfilm, der Hauptfigur und Rahmenhandlung aufgreift. An den Erfolg des Spiels konnte dieser nicht anknüpfen.

## Handlung
Die Handlung des Spiels weist Parallelen zu H. G. Wells Roman Die Insel des Dr. Moreau auf, der die Furcht des Menschen vor der Macht der Naturwissenschaften zum Ausdruck bringt.
Der Spieler steuert Jack Carver, einen ehemaligen Elite-Soldaten der US Marines, der sich zur Ruhe gesetzt hat und sein Geld nun mit Bootsfahrten in Mikronesien (Südpazifik) verdient. Er soll die Journalistin Valerie Constantine zu einer nicht auf Karten verzeichneten Inselgruppe bringen, da Valerie dort angeblich Bilder von japanischen Ruinen aus dem Zweiten Weltkrieg machen will. Bei der Rückfahrt von der Insel wird Carvers Boot jedoch (mit einer Panzerfaust) beschossen und versenkt. Unter Beschuss von unbekannten Söldnern wird er in eine Höhle gespült. Ab diesem Zeitpunkt hat man als Spieler die Kontrolle über die Figur. Im ersten Level findet man ein Funkgerät, über das sich die mysteriöse Figur Harlan Doyle meldet. Er informiert den Spieler über seine Lage und hilft mit nützlichen Hinweisen. Zu Beginn des Spieles steht die Suche nach der gefangenen Valerie im Vordergrund, später ist Jacks Ziel die Flucht von den Inseln. Doyle unterstützt Jack außerdem mit wichtigen Informationen über feindliche Kräfte, wie sie geschwächt und sabotiert werden können und schmuggelt ihn manchmal sogar auf einem Boot durch Patrouillen. Doch belässt Doyle Jack über seine eigene Funktion auf den Inseln im Dunkeln und vertieft die gegebenen Informationen nicht weiter.
Im Laufe des Spiels findet man im Inneren der Inseln geheime Forschungslabore der Krieger Corporation, in denen Mutanten (sogenannte Trigene), die mit einer das Erbgut verändernden Substanz (einem Mutagen) behandelt wurden, gezüchtet werden. Durch einen Zwischenfall kamen jedoch eine Menge dieser mutierten Wesen frei und so werden sie als eine Art dritte Fraktion sowohl für die Söldner als auch für den Spieler selbst zu einer mörderischen Gefahr.

## Entwicklung
Vorläufer für das Spiel war die Tech Demo X-Isle, die zur Präsentation der Geforce 3 entwickelt wurde. Die für das Spiel entwickelte CryEngine bot die für damalige Verhältnisse beste Darstellung von Vegetation. Moderne Rendering-Techniken wie Hardware-gestützte Dreiecks-Transformation und -Beleuchtung (HTnL), gekrümmte Oberflächen (Curved Surfaces), hierarchische, skelettbasierte Animation mit progressiven Drahtgittern für ein dynamisches LoD (Level of Detail), Normal Mapping, Reflexionen und Lichtbrechung, Partikelsysteme wurden eingesetzt. Ungewöhnlich war die große Weitläufigkeit der Spielwelt. Intensiv Gebrauch gemacht wurde auch von programmierbaren Shadern: Mittels Vertex Skinning wurden 3D-Modelle texturiert und Environment Mapped Bump Mapping erlaubte Sonnenreflexionen. Der Arbeitstitel für das Spiel war X-Isle: The Action Game. 2004 erschien das Spiel dann als Far Cry mit leichter Verspätung aufgrund von Problemen im Mehrspielermodus. Als Grafikschnittstelle wurde das zuvor erschienene Direct X 9 gewählt. Für die damals spektakuläre Animation des Wassers wurde hingegen auf die ressourcenschonende Shadervariante mit Direct X 8 gesetzt. In Innenräume kam die modernere Variante zum Einsatz. Für Athlon 64 Prozessoren erschien ein exklusiver Patch. Später kam Unterstützung für Shader Modell 3 und eine durch High Dynamic Range stark verbesserte Beleuchtung hinzu.
Der Soundtrack stammt von Thomas Baertschi.
Im Juni 2023 wurde der Quellcode des Spiels online geleakt.

### Editor
Der der PC-Version beigelegte Editor Sandbox ist ein Werkzeug, mit dem Karten oder ganze Kampagnen erstellt werden können und das auch in der Entwicklung des Spiels zum Einsatz kam.
Am 2. August 2004 erschien die erste Version des von der Community lang erwarteten Software Development Kits. Es enthält umfangreiche Dokumentationen und Werkzeuge, die für die Entwicklung des Spiels benutzt wurden, und die nun für die Mod-Entwicklung zur Verfügung standen. Am 22. September 2005 erschien mit dem C++-SDK die bislang letzte Version des SDKs.

### Patches
Am 10. Mai 2005 wurde von Crytek ein ca. 500 MB großes 64-Bit-Upgrade bereitgestellt, welches unter der Voraussetzung eines 64-Bit-Prozessors und eines Windows-XP-Professional-x64-Betriebssystems, höher auflösende Texturen, eine detailliertere Grafik (Bump-Mapping für Fels- und Steinobjekte) und eine größere Sichtweite bietet. Darüber hinaus wurden in einem sogenannten Content-Pack (nochmals rund 430 MB groß) spezielle 64-Bit-Maps mitgeliefert. Damit war Far Cry (CryEngine) neben UT 2004 eines der ersten Closed-Source-Spiele mit nativer 64-Bit-Unterstützung. Das spezielle Update ist allerdings nur in Version 1.32 erschienen und schränkt somit die Möglichkeit ein, das Spiel online zu spielen.
Nach dem Patch 1.33 erschien dann mit 1.4 der letzte offizielle Patch, der unter anderem die Verwendung eines Gamepads unterstützte und zahlreiche Verbesserungen und Fehlerbehebungen beinhaltete. Da neben den Maps für den Mehrspielermodus auch die Einstellungen für die Waffen gravierend überarbeitet wurden, spaltete sich die Online-Community fortan in zwei Lager.
Ursprünglich bot Far Cry Unterstützung für die Anti-Cheat-Software PunkBuster an, welche nach einiger Zeit eingestellt wurde. Danach war es noch immer möglich mit dem Patch 1.6 FarCry cheatfrei online zu spielen. Dieser inoffizielle Community-Patch entstand aus vielen Vorschlägen der Online-Community und bietet neben dem Cheatschutz zahlreiche weitere Verbesserungen im Spiel. Nach dem Abschalten der Far-Cry-Registrierungsserver seitens Ubisoft im Oktober 2016 ist es nicht mehr möglich über den Patch die Mehrspielerkomponente zu nutzen.

## Rezeption
Das Spiel bekam überwiegend positive Bewertungen. Die Website Metacritic, die Testberichte auswertet und einen Durchschnitt errechnet, ermittelte einen Durchschnitt von 89 %. Technisch beeindruckte der Shooter die Fachwelt. Die freie Spielwelt, eine gute künstliche Intelligenz der Gegner und die abwechslungsreichen Spielabschnitte von tropischen Sandstränden bis dichtem Urwald mit Bunkern aus dem Zweiten Weltkrieg, Tempelruinen über moderne Labore war in der Form noch nie dagewesen. Lediglich der Mehrspielermodus konnte sich nicht gegen die Konkurrenz durchsetzen.

### Auszeichnungen
Der Verband der Unterhaltungssoftware Deutschland verlieh eine Auszeichnung in Gold für 100.000 verkaufte Exemplare in Deutschland, Österreich und der Schweiz. Beim Deutschen Entwicklerpreis 2004 wurde Far Cry in den Kategorien „Grafik“, „Gamedesign“ und „Vollpreis“ ausgezeichnet.

### Altersfreigabe und Indizierung
Für die deutsche Version von Far Cry wurde das sogenannte Ragdoll-Verhalten in der Physik-Engine deaktiviert. Dies bedeutet, dass tote Gegner nicht mehr physikalisch korrekt auf äußere Einflüsse reagieren, z. B. auf Beschuss. Trotz dieser Entschärfung und der Freigabe durch die USK („freigegeben ohne Jugendfreigabe“) wurde das Spiel am 29. März 2004 von der Bundesprüfstelle für jugendgefährdende Medien (BPjM) indiziert, da schon kurz nach Veröffentlichung des Spieles Anleitungen im Internet verfügbar waren, um die Entschärfung rückgängig und das Spiel somit „inhaltsgleich“ zur englischen Version zu machen. Diese Version von Far Cry steht seit dem 2. April 2004 auf dem Index für jugendgefährdende Medien, ebenso wie die Demo und die englische Version.
Am 16. April 2004 brachten die Entwickler daher eine stärker überarbeitete Fassung auf den deutschen Markt, die das erneute Hinzufügen der Ragdolleffekten weiter erschwert. In der Grundeinstellung dieser Version verschwinden die Leichen der Gegner nach einiger Zeit und zurück bleiben nur ihre Waffen und Ausrüstungsgegenstände (Schutzwesten, Granaten etc.), die der Spieler aufsammeln kann. Außerdem hinterlassen getötete Gegner im Wasser keine Blutwolken mehr.